# النادي الأهلي المصري موسم 2015–16
موسم 2015-16 هو الموسم ال57 الأهلي في الدوري المصري الممتاز وموسم ال57 على التوالي في دوري الدرجة الأولى لكرة القدم المصرية. النادي سوف يشارك في الدوري المصري الممتاز، كأس مصر، وكأس السوبر المصري ودوري أبطال أفريقيا.

## التشكيل الحالي
ملاحظة: تشير الأعلام إلى المنتخب الوطني على النحو المحدد في قواعد الأهلية للفيفا. قد يحمل اللاعبون أكثر من جنسية واحدة غير تابعة للفيفا.
| الرقم | البلد   | المركز | اللاعب               |
| ----- | ------- | ------ | -------------------- |
| 1     | مصر     | حارس   | شريف إكرامي          |
| 3     | مصر     | مدافع  | رامي ربيعة           |
| 5     | مصر     | مدافع  | أحمد حجازي[ ؟ ]      |
| 6     | مصر     | مدافع  | صبري رحيل            |
| 7     | مصر     | مدافع  | حسين السيد           |
| 8     | مصر     | وسط    | مؤمن زكريا           |
| 9     | مصر     | مهاجم  | عمرو جمال            |
| 10    | مصر     | مهاجم  | عماد متعب            |
| 11    | مصر     | وسط    | وليد سليمان[ ؟ ]     |
| 12    | مصر     | مدافع  | باسم علي             |
| 13    | مصر     | حارس   | احمد عادل عبد المنعم |
| 14    | مصر     | وسط    | حسام غالى            |
| 15    | الغابون | مهاجم  | ماليك إيفونا         |
|       | مصر     | مدافع  | عمرو السولية         |
| 18    | مصر     | وسط    | أحمد الشيخ[ ؟ ]      |
| 19    | مصر     | وسط    | عبد الله السعيد      |
| 20    | مصر     | مدافع  | سعد سمير             |
| 22    | مصر     | وسط    | صالح جمعة            |
| 23    | مصر     | مدافع  | محمد نجيب            |
| 24    | مصر     | مدافع  | أحمد فتحي            |
| 25    | مصر     | وسط    | حسام عاشور           |
| 28    | غانا    | مهاجم  | جون أنطوي            |

### لاعبون تحت 21 سنة
| الرقم |     | المركز | اللاعب     |
| ----- | --- | ------ | ---------- |
| 30    | مصر | مدافع  | محمد هاني  |
| 32    | مصر | وسط    | رمضان صبحي |
| 34    | مصر | وسط    | أحمد حمدي  |

### لاعبون معارون
| الرقم |     | المركز | اللاعب          |
| ----- | --- | ------ | --------------- |
| 2     | مصر | مدافع  | شريف حازم       |
| 21    | مصر | مهاجم  | أحمد عبد الظاهر |
| 17    | مصر | مهاجم  | محمد حمدي زكي   |

## الدوري

### جدول الترتيب
| م | الفريق     | لعب | ف  | ت  | خ | أ.له | أ.ع | أ.ف | نقاط | التأهل أو الهبوط               |
| - | ---------- | --- | -- | -- | - | ---- | --- | --- | ---- | ------------------------------ |
| 1 | الأهلي (C) | 34  | 23 | 7  | 4 | 65   | 24  | +41 | 76   | يتأهل إلى دوري أبطال أفريقيا   |
| 2 | الزمالك    | 34  | 20 | 9  | 5 | 49   | 25  | +24 | 69   | يتأهل إلى دوري أبطال أفريقيا   |
| 3 | سموحة      | 34  | 13 | 16 | 5 | 45   | 37  | +8  | 55   | يتأهل إلى كأس الاتحاد الأفريقي |

1. ↑  سموحة فاز على المصري في المواجهة وجها لوجه ؛ سموحة - المصري 1 - 0 المصري - سموحة 1–1.
2. ↑  بعد تأهل الزمالك لبطولة دوري أبطال أفريقيا وفوزه أيضًا بكأس مصر 2016 وهو اللقب الي يصعد بصاحبه لكأس الاتحاد الكونفدرالي الأفريقي، ذهبت بطاقة التأهل لصاحب المركز الرابع في الدوري.